# 河南丹江湿地国家级自然保护区
河南丹江湿地国家级自然保护区位于中国河南省南阳市淅川县境内，涉及大石桥乡、滔河乡、金河镇、盛湾镇、老城镇、仓房镇、马蹬镇7个乡镇，总面积64027公顷，其中核心区面积21358公顷，缓冲区面积17609公顷，实验区面积25060公顷。
保护区成立于1997年，2001年晋升为『省级自然保护区』，2007年成为『国家级自然保护区』，保护对象为湿地生态和鸟类，属于典型的次生内陆河口湿地生态系统，是开展湿地生态系统监测和以育演化研究的野外天然实验室。

## 湿地概况
保护区地处秦岭山脉东南余脉的延伸地段，地势从西北到东南倾斜，依次为山地、丘陵、平原3种地貌类型。保护区内湿地水体主要为丹江口水库、丹江干流及滔河、淇河、鹳河、刁河等支流。水域面积占保护区总面积25.04%。区内土壤分为淋溶土、初育土、半水成土3个土纲，湿暖淋溶土、石质初育土、淡半水成土3个亚纲，黄棕壤、黄褐土、紫色土、潮土4个土类，典型黄棕壤、典型黄褐土、中性紫色土、石灰性紫色土、典型潮土、灰潮土6个亚类。

## 资源

### 植物资源
区内有陆生植被和湿地植被2个种类，有维管束植物2060种，其中被子植物1944种，裸子植物15种，蕨类植物101种。国家Ⅱ级重点保护植物有7种，包括连香树、香果树、杜仲、野大豆、中华结缕草等；河南省濒危植物有22种。常见的木本植物计有63科461种，灌木有156种，藤本植物有26种，草本植物有410种。

### 动物资源
有国家一级保护动物白鹳、黑鹳，常见的兽类有20种，鸟禽类23种，两栖类6种，爬行类8种，水生类13种，昆虫类500多种。